# Timóteo (escultor)

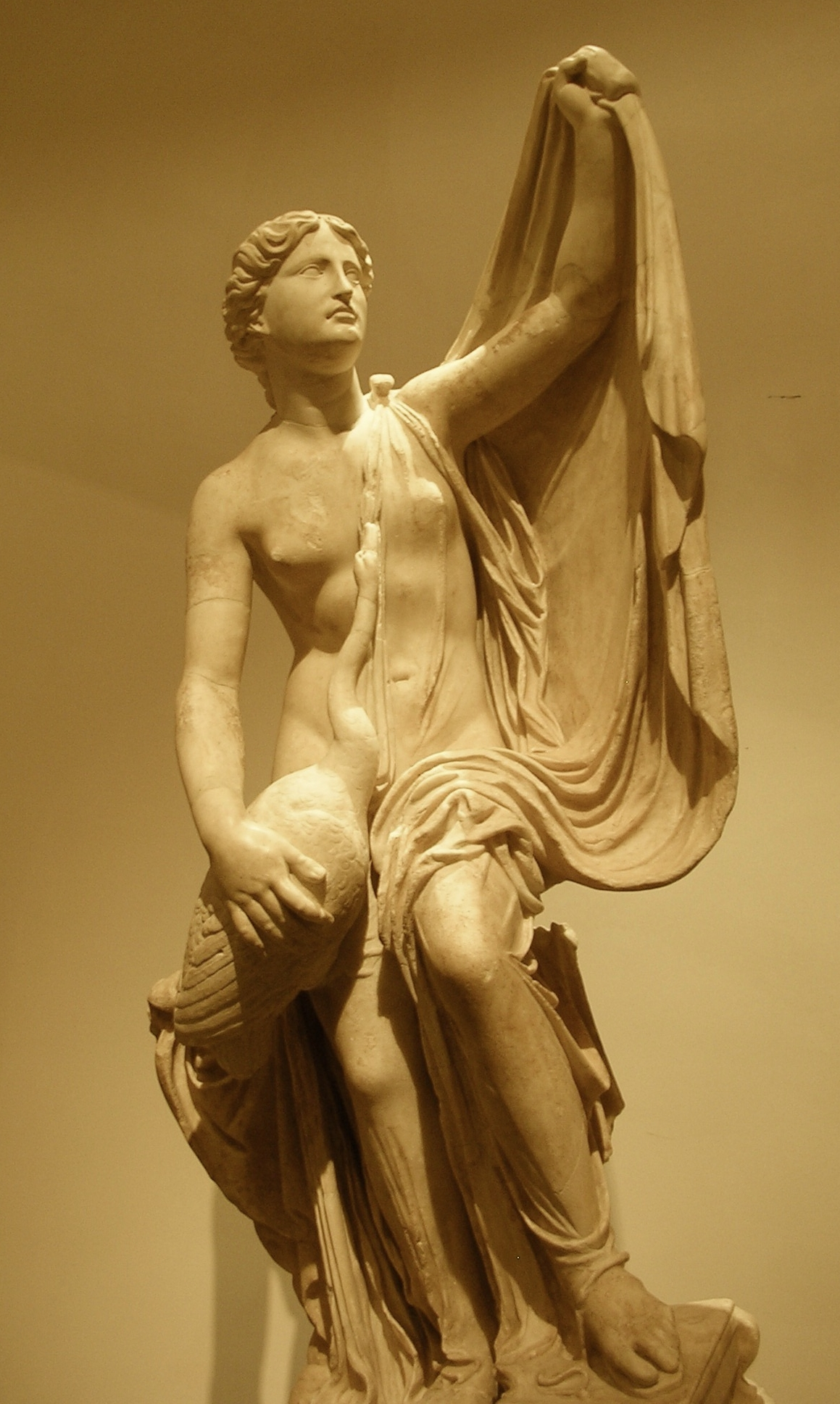
Leda e o cisne, Museu do Prado

Timóteo (Timotheos) foi um escultor da Grécia Antiga, ativo no século IV a.C. Foi rival de Escopas, e com ele trabalhou na decoração do Mausoléu de Halicarnasso, entre 353 e 350 a.C. Possivelmente foi o líder dos escultores trabalhando no templo de Asclépio em Epidauro. Plínio, o Velho lhe atribuiu a autoria de uma estátua de Ártemis que foi instalada no Templo de Apolo em Roma. A ele se atribui também a escultura Leda e o cisne, que sobrevive em mais de duas dúzias de cópias romanas, o que prova a popularidade da composição.